# Sambhaji

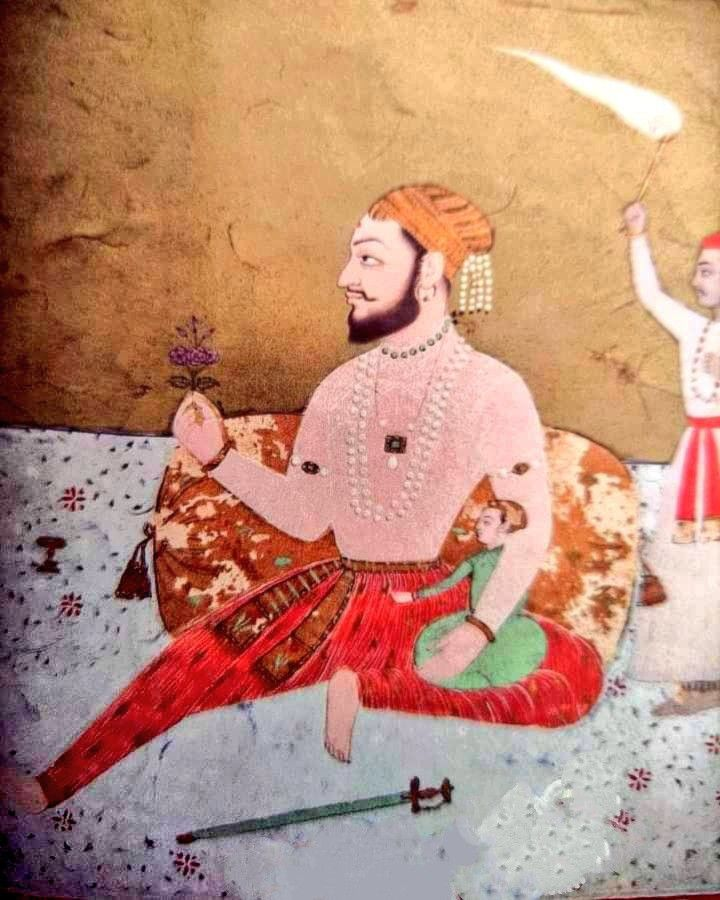
Chhatrapati Sambhaji Raje Bhosale

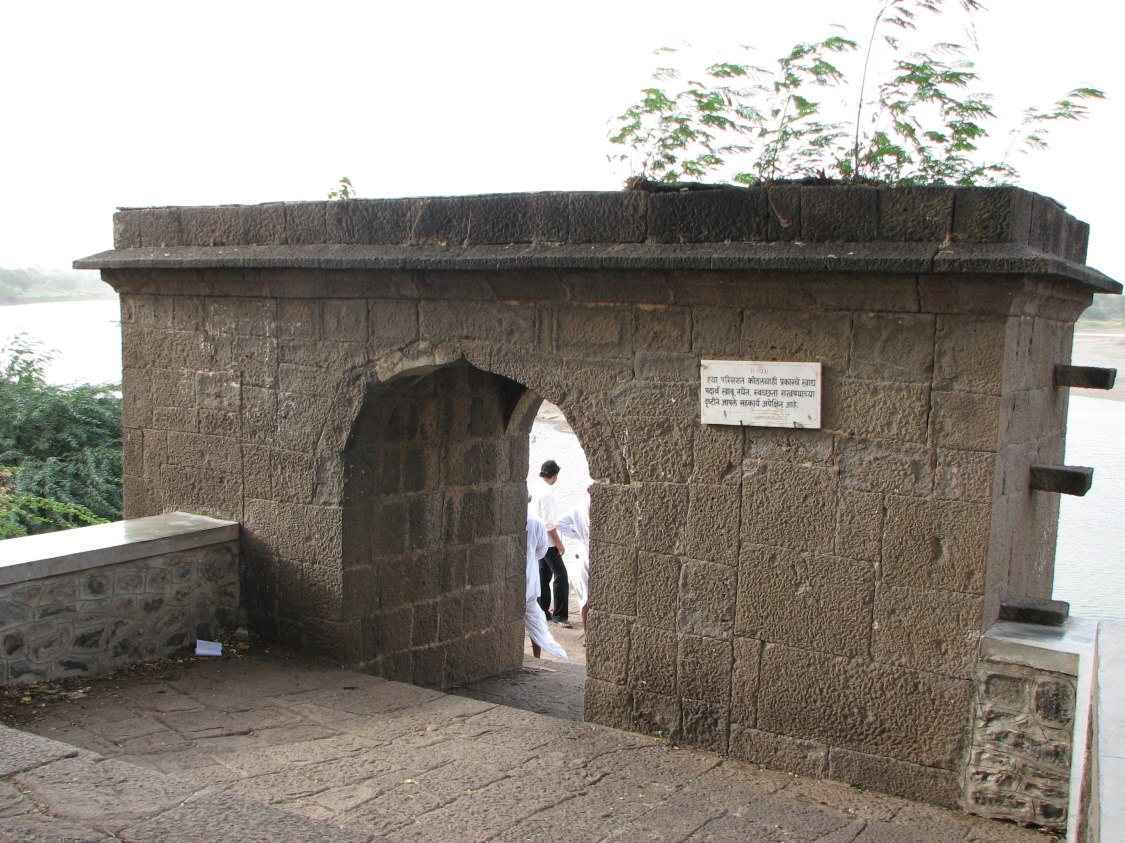
Tulapur-Bogen nahe der Hinrichtungsstätte Sambhajis

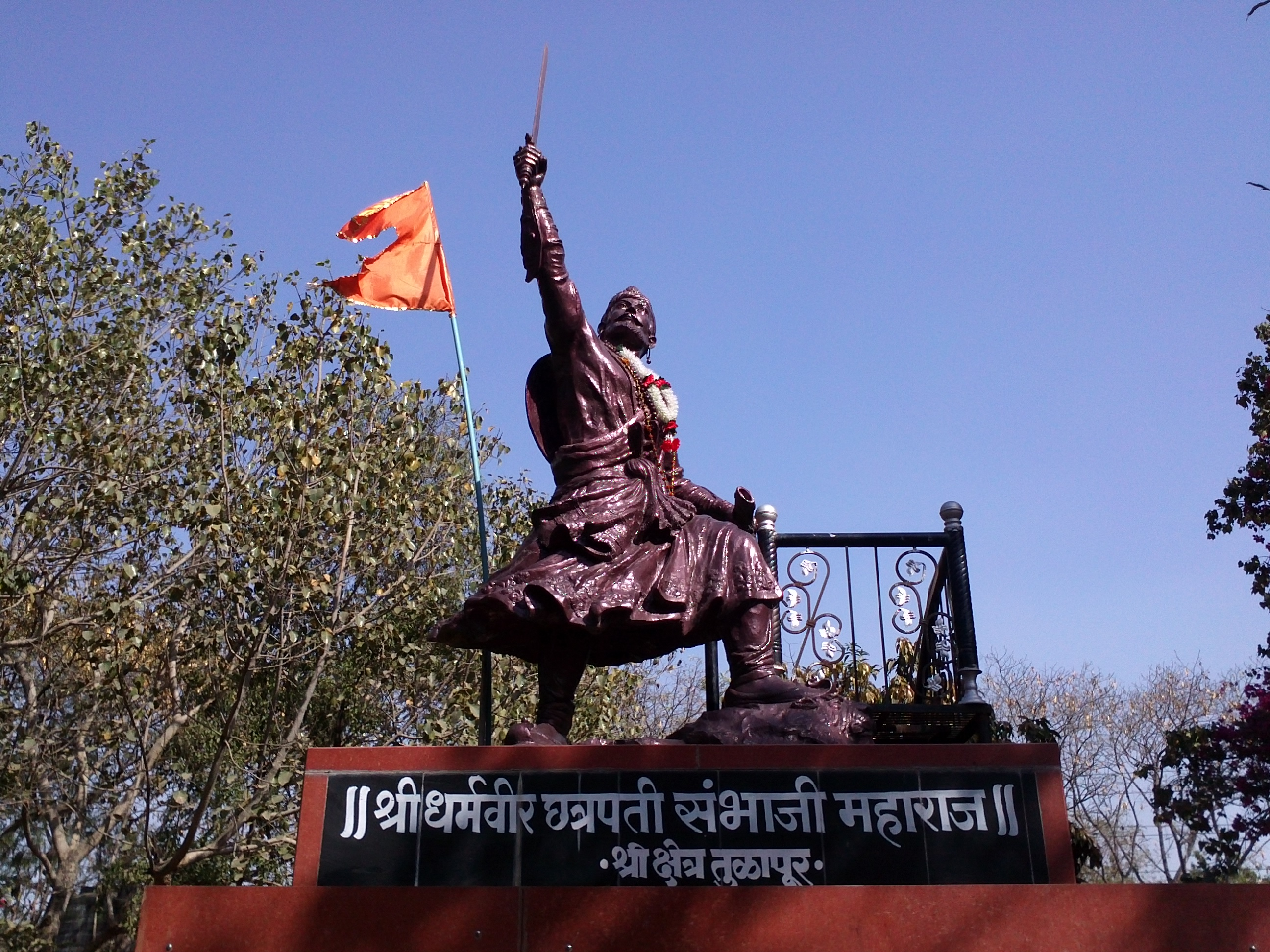
Modernes Denkmal für Sambhaji in Tulapur

Der Hindu Sambhaji Bhosale oder Chhatrapati Sambhaji Raje Bhosale (* 14. Mai 1657 im Purandar-Fort; † 11. März 1689 in Tulapur) war der älteste Sohn Shivajis (reg. 1674–1680), des Anführers der Marathen. Neben seinem Vater gilt er vielen Indern als Hindu-Kämpfer gegen die Übermacht des moslemischen Großmoguln Aurangzeb und als Vorkämpfer für die Unabhängigkeit Indiens.

## Biographie
Sambhaji wurde im Purandar-Fort etwa 50 km südwestlich der Stadt Pune geboren. Seine Mutter war Saibai, die zwei Jahre nach seiner Geburt verstarb. Im Alter von 9 Jahren schickte man ihn als politische Geisel zu Jai Singh I. an den Rajputenhof von Amber, um die Einhaltung des zwischen dem Mogulreich und den Marathen im Jahr 1665 geschlossenen „Vertrags von Purandar“ zu gewährleisten. Zu den Bestimmungen des Vertrags gehörte auch der Passus, dass sowohl Shivaji als auch sein Sohn Sambhaji dem Mogulherrscher Aurangzeb militärische Hilfe zu leisten hätten. Im Mai 1666 präsentierten sich beide am Mogulhof, doch wurden sie nach einem Streit unter Arrest gestellt, aus welchem sie im Juli fliehen konnten.
Sambhaji heiratete die Tochter eines Lokalfürsten in Diensten Shivajis. Einige Jahre später (1678) wurde er von seinem Vater wegen „unverantwortlichen Verhaltens und sinnlichen Vergnügungen“ unter Arrest gestellt; er entkam zusammen mit seiner Frau an den Mogulhof. Nach seiner Rückkehr 1679 ließ ihn sein Vater erneut verhaften und im Panhala-Fort einsperren. Im Folgejahr starb Shivaji, als sein Sohn immer noch im Gefängnis saß; seine Frau Soyarabai, Sambhajis Stiefmutter, betrieb erfolgreich die Inthronisierung ihres eigenen Sohnes Rajaram.
Daraufhin floh Sambhaji erneut, bemächtigte sich mehrerer Bergforts und ließ sich im Juli 1680 formell als Anführer der Marathen (chhatrapati) bestätigen. Es gelang ihm, seine Stiefmutter und seinen Stiefbruder gefangen zu nehmen; im Oktober 1680 wurde Soyarabai  wegen Verschwörung hingerichtet.
Im Folgejahr eroberten die Truppen Sambhajis in Abwesenheit des örtlichen Kommandanten die Mogulstadt Burhanpur und richteten ein Massaker unter den muslimischen Soldaten und der Bevölkerung an. Auch die Stadt und ihr bedeutsamer Flusshafen wurden in Brand gesetzt. Dies führte zu einem mehrere Jahre andauernden Konflikt mit dem Mogulreich, dem Sambhaji auswich, indem er – letztlich erfolglose – Belagerungen der etwa 100 km südlich von Bombay gelegenen Festung auf der Insel Janjira und der portugiesischen Kolonie Goa initiierte. Beide Male wurde er durch die Ankunft von Mogul-Truppen verjagt.
In den Jahren 1681 bis 1685 wandte er sich der wohlhabenden Stadt Mysore zu, die sich jedoch wehrte und einen Vertragsfrieden schloss. Nach weiteren Kriegs- und Raubzügen wurde er im Jahr 1689 von den Mogul-Truppen gefangen genommen und vor den in Bahadurgad weilenden Mogul-Herrscher Aurangzeb gebracht, der ihn und seine Begleiter in Clownskostüme stecken ließ. Wegen der Tötung von Moslems, der Grausamkeiten bei der Einnahme von Burhanpur und seiner Weigerung zum Islam zu konvertieren, ließ ihn der Großmogul bei Tulapur enthaupten. Angeblich wurde sein Leichnam den Hunden zum Fraß vorgeworfen.

## Nachfolge
Sambhajis Nachfolger wurde sein 13 Jahre jüngerer Stiefbruder Rajaram (siehe Tara Bai).

## Ehrungen
Nach der Unabhängigkeit Indiens wurden Sambhaji zu Ehren vor allem im indischen Bundesstaat Maharashtra zahlreiche Denkmäler errichtet; diese können jedoch leicht mit denen seines Vaters verwechselt werden.